# Яловки (Красноармейская волость)
Яловки — опустевшая нежилая деревня в Себежском районе Псковской области России. Входит в состав Красноармейской волости.

## География
Находится на юго-западе региона, в восточной части района,  в пределах Прибалтийской низменности, в зоне хвойно-широколиственных лесов, вблизи урочища Болотники (Псковская область).

## История
В 1941—1944 гг. местность находилась под фашистской оккупацией войсками Гитлеровской Германии.

## Население
| 2001 | 2002 | 2010 |
| ---- | ---- | ---- |
| 0    | ↗2   | ↘0   |

### Национальный и гендерный состав
Согласно результатам переписи 2002 года, в национальной структуре населения русские составляли 100 % от общей численности в  2 чел., из них по одному мужчине и женщине.

## Инфраструктура
Было личное подсобное хозяйство.

## Транспорт
Деревня стоит на автодороге общего пользования местного значения  «От а/д Микулино — Исаково до дер. Болотники» (идентификационный номер 58-254-830 ОП МП 58Н-109).